# Banel & Adama
Banel & Adama er en fransk film fra 2023 af Ramata-Toulaye Sy.

## Medvirkende
- Khady Mane som Banel
- Mamadou Diallo som Adama
- Binta Racine Sy
- Moussa Sow
- Ndiabel Diallo
- Oumar Samba Dia
- Amadou Ndiaye